# 뙡
뙡은 강원특별자치도 정선군 임계면 도전리를 뜻하는 옛 지명으로, 대한민국에서 가장 이름이 짧은 지명이다.

## 의미
임계면 도전리 일대는 옛날부터 뙈기밭이 많아 '뙈밭'이라고 불렸으며, 이 단어가 더 축약되어 '뙡'이 된 것이다. 이후 1914년 일제 강점기 때 이 곳이 '도전리'로 개편되면서 이 명칭은 사라졌지만, 고령의 마을노인들은 ‘뙡’이라는 지명을 기억하고 있다.

## 같이 보기
- 안돌이지돌이다래미한숨바우